# Жаков Михайло Петрович
Жаков Михайло Петрович (8 листопада 1893, Казань – 1936, Москва) — комісар народної освіти ДКР.

## Біографія
Біографія цього наркома ДКР найменш вивчена. Деякі мемуаристи називали його «ростовським робочим».
Навчався у реальному училищі, звідки був виключений 1909 році. Неодноразово затримувався та засуджувався. востаннє - на заслання в Тутурську волость Іркутської губернії.

### Сибір
Уся його публічна діяльність пов'язана з іншим наркомом ДКР з Васильченко. Відомо що 1915 вони вдвох відбували Силка в Іркутську (Жаков служив у міській лабораторії), створив підпільний «Союз Сибірських робітників» і нелегално випустив два номери газети «Пролітарій», за що незабаром був заарештованого і знаходився в Іркутській тюрмі до революції.

### Ростов
Восени 1917 року Жаков вже є одним з лідерів більшовиків Ростова, наполягав на об'єднанні Донської області з Донецько-криворізькою республікою. Разом з Васильченко видає на Дону газету «Наш флаг». Був делегатом 2 Всеросійського з'їзду Рад, який проголосив перемогу Жовтневої революції. Йому приписують фразу, сказану восени 1917 року «Ми утопимо в крові Каледіна, якщо він піде на Ростов». Однак втекти з Ростова довелося Жакову який з Васильченко втекли до Харкова.

### Нарком освіти ДКРР
Народний комісаріат освіти ДКР
У 1918 він один з редакторів «Донецького пролетарія», нарком освіти ДКР. IV обласному з'їзді Жаков власноруч накидав кілька варіантів схем структури наркомату. На засіданні обласного комітету ДКР 18 лютого запропонована Жаковим структура була затверджена, В березні разом з Васильченко, Філовим вийшов з Раднаркому протестуючи проти входження ДКР до складу України.

### РРФСР
Наприкінці 1918 р. вже появляеться в Казані. З 1921 р. — в Ростові служив в обкомі. З 1922 з перервами викликаних арештами на викладацькій роботі в Інституті історії Комакадемії, автор спогадів про революцію, книги по докласовій історії.
У 1928 був виключений з партії за троцькізм. Поновлено в партії й в інституті у 1929 році після особистого прийому у Сталіна. Розстріляний у 1936 року як «досвідчений троцькіст», «терорист», та «критик теорії Енгельса про походження первісного суспільства».